# Palazzo Venier Manfrin

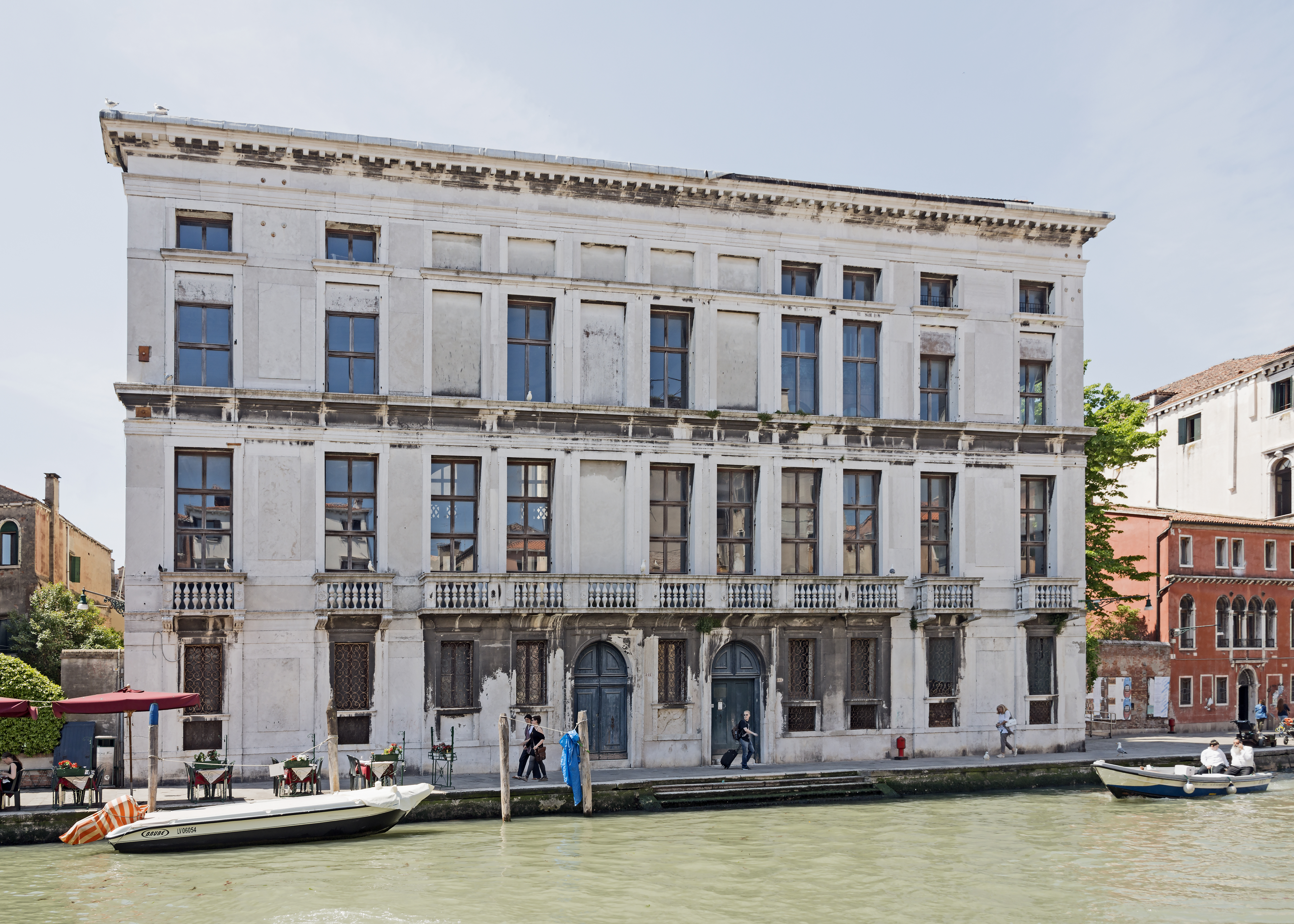
Palazzo Venier Manfrin, Fassade zum Canale di Cannaregio

Palazzo Venier Manfrin, auch Palazzo Priuli Manfrin, ist ein Palast in Venedig in der italienischen Region Venetien. Er liegt im Sestiere Cannaregio mit Blick auf den Canale di Cannaregio zwischen dem Palazzo Savorgnan und dem Palazzo Labia.

## Geschichte
Der Palast wurde auf den Resten eines alten Palastes der Priuli errichtet, der aus der ersten Hälfte des 16. Jahrhunderts stammte. Diese Reste sind heute noch an einigen Teilen der Rückfassade sichtbar.
Zwei Jahrhunderte später fiel der Palast an Frederico Venier, Gatte von Elena, geb. Priuli, der ihn in den Jahren 1734–1737 nach Plänen von Andrea Tirali umbauen ließ. Seine Söhne erbten ihn und schon 1788 kaufte ihn Girolamo Manfrin, ein bekannter Tabakunternehmer. Der neue Besitzer sorgte für den Umbau des Gebäudes nach neuem, klassizistischen Geschmack und wendete sich an die Maler Giovanni Battista Mengardi und Giuseppe Zais, sowie an den Dekorateur David Rossi. In den folgenden Jahren häufte er eine große Zahl von Büchern, Kunstobjekten und naturhistorischen Objekten an und machte daraus ein eigenes Museum.
Nach dem Tod von Girolamo Manfrin 1802 fiel der Komplex an seinen Sohn Pietro Manfrin und 1835 an die Tochter Giovanna Manfrin. 1849 wurde das Erbe zwischen den beiden Söhnen von Giovanna geteilt und der Palast fiel schließlich an Lina Plattis in Sardagna.
Um 2020 erwarb der britische Künstler Anish Kapoor den lange leergestandenen Palast, um hier seine Stiftung unterzubringen. Sie wurde im April 2022 eröffnet.

## Beschreibung
Der Palast hat eine breite Fassade über drei Stockwerke. Die Hauptfassade ist größtenteils klassizistisch und wurde in istrischem Kalkstein ausgeführt; sie nimmt Elemente des Rationalismus vorweg, was man vor allen Dingen an der Gestaltung der beiden Reihen rechteckiger Fensteröffnungen in den beiden Hauptgeschossen erkennen kann, dessen erstes mit Baluster versehen ist. Diese einfachen Fenster ermöglichen eine perfekte Belichtung der Innenräume. Gesimse trennen die einzelnen Geschosse voneinander und teilen zusammen mit der gezahnten Dachtraufe die Fassade horizontal.
Die Innenräume sind mit Gemälden und Kunstobjekten aus dem 17. Jahrhundert von Giuseppe Zais und Giambattista Mingardi verziert. Hinter dem Palast liegt ein Garten, der sich an den großen Park des Palazzo Savorgnan anschließt und auch öffentlich zugänglich ist.